# Шапошников, Николай Александрович
Николай Александрович Ша́пошников (1888/1889—1954) — поэт, советский военно-морской деятель, инженерный работник, педагог, начальник кафедры технологии металлов ВМА имени К. В. Ворошилова, специалист в области металловедения, лауреат Государственной премии СССР, профессор, доктор технических наук, инженер-флагман 3-го ранга (1939).

## Биография
Родился 25 декабря 1888 (6 января 1889) года в семье учителя математики. В 1907 году окончил с золотой медалью Нижегородский дворянский институт.
В том же году поступил на металлургическое отделение Санкт-Петербургского политехнического института. В 1914 году окончил Политехнический институт с дипломом первой степени и присвоением звания инженера-металлурга.
В 1914—1915 работал на Петроградском металлическом заводе в качестве инженера-конструктора, затем в порядке призыва на военную службу поступил в Михайловское артиллерийское училище, которое окончил с производством в прапорщики артиллерии. 16 июня 1916 прикомандирован к Центральной научно-технической лаборатории Военного ведомства. С 1916 по 1924 научный сотрудник отдела механических испытаний Центральной Научно-Технической Лаборатории в Ленинграде, при этом с 1919 по 1930 ассистент и преподаватель кафедры Теории Сопротивления Материалов Ленинградского Политехнического и Ленинградского Технологического Институтов. С 1918 производитель работ, с 15 января 1924 старший научный сотрудник, с 8 сентября 1924 заведующий механическим отделом и испытательной станцией, с 16 сентября 1930 конструктор в Государственном научно-техническом институте Высшего совета народного хозяйства (затем горно-металлургическая лаборатория Института прикладной минералогии и металлургии, затем Всесоюзный институт металлов). В 1921 участвовал как докладчик в работе первого съезда деятелей металлургии в Москве, в 1924 участвовал как докладчик в работах всесоюзного съезда металлургов имени Д. К. Чернова. С 1924 по 1927 член правления общества металлургов, а потом заведующий отделом НИТО Металлургов, механических и технических испытаний и экспертизно-испытательной станции Горметлаба. С 1927 по 1930 заведующий отделом механических испытаний и экспертиз прочности Всесоюзного Института металлов. С 1930 по 1934 профессор, заведующий кафедрой и специальности металловедения и контроля производства в Ленинградском Машиностроительном институте.
С 1 октября 1931 принят по вольному найму преподавателем факультета военного кораблестроения Военно-морской академии. С 15 октября 1931 заведующий кабинетом технологии и испытания металлов там же. Зачислен в кадры ВМС РККА, назначен штатным преподавателем Военно-морской академии (А-9). 17 апреля 1934 допущен к исполнению должности и 10 июля 1935 утверждён как начальник кафедры технологии металлов факультета военного кораблестроения Военно-морской академии. 2 июля 1935 удостоен звания «профессор Высшего военного учебного заведения Рабоче-Крестьянской Красной Армии». 27 июня 1936 присвоена учёная степень доктора технических наук. С 1 июля 1934 был образован Ленинградский индустриальный институт (ЛИИ), в состав которого входил механический факультет. Среди четырёх кафедр факультета была и кафедра контроля и исследования материалов и процессов машиностроения, заведующим кафедрой которой с 1 сентября 1934 становится. Кафедра затем называлась контроля и исследования материалов по машиностроению и металловедению, а затем металловедение. С 1934 по 1937 профессор кафедры Физического Металловедения и методов испытания металлов Ленинградского индустриального Института. Также с 1938 по совместительству читал лекции в Технологическом, Политехническом и Кораблестроительном институтах. С 1937 по 1940 и с 1947 по 1951 (1954) заведующий кафедрой металловедения в Ленинградском кораблестроительном институте.

### Репрессии
29 декабря 1941 года арестован в Астрахани куда был эвакуирован в начале Великой Отечественной войны. Приговорён по обвинению статьи УК РСФСР № 58-10 часть 2 и 58-11 к 4 (четырём) годам заключения. Дело прекращено 8 января 1946.

### Звания
- прапорщик (14 мая 1916);
- инженер-флагман 3-го ранга (22 июня 1939)[8][9].
- бригинженер;[10]

### Награды и премии
- Сталинская премия третьей степени (1952) — за учебник «Механические испытания металлов» (1951)
- орден «Знак Почёта» (10 июля 1939)
- медаль «XX лет РККА» (22 февраля 1938).

## Публикации
- Методика механических испытаний металлов и её применение, 1933[11].
- Механические испытания металлов, 1954[12].